# لارک (ویسکانسین)
لارک (به انگلیسی: Lark) یک منطقهٔ مسکونی در ایالات متحده آمریکا است که در شهرستان براون، ویسکانسین واقع شده‌است. لارک ۲۸۱٫۰۳ متر بالاتر از سطح دریا واقع شده‌است.